# Gartenkirche St. Marien

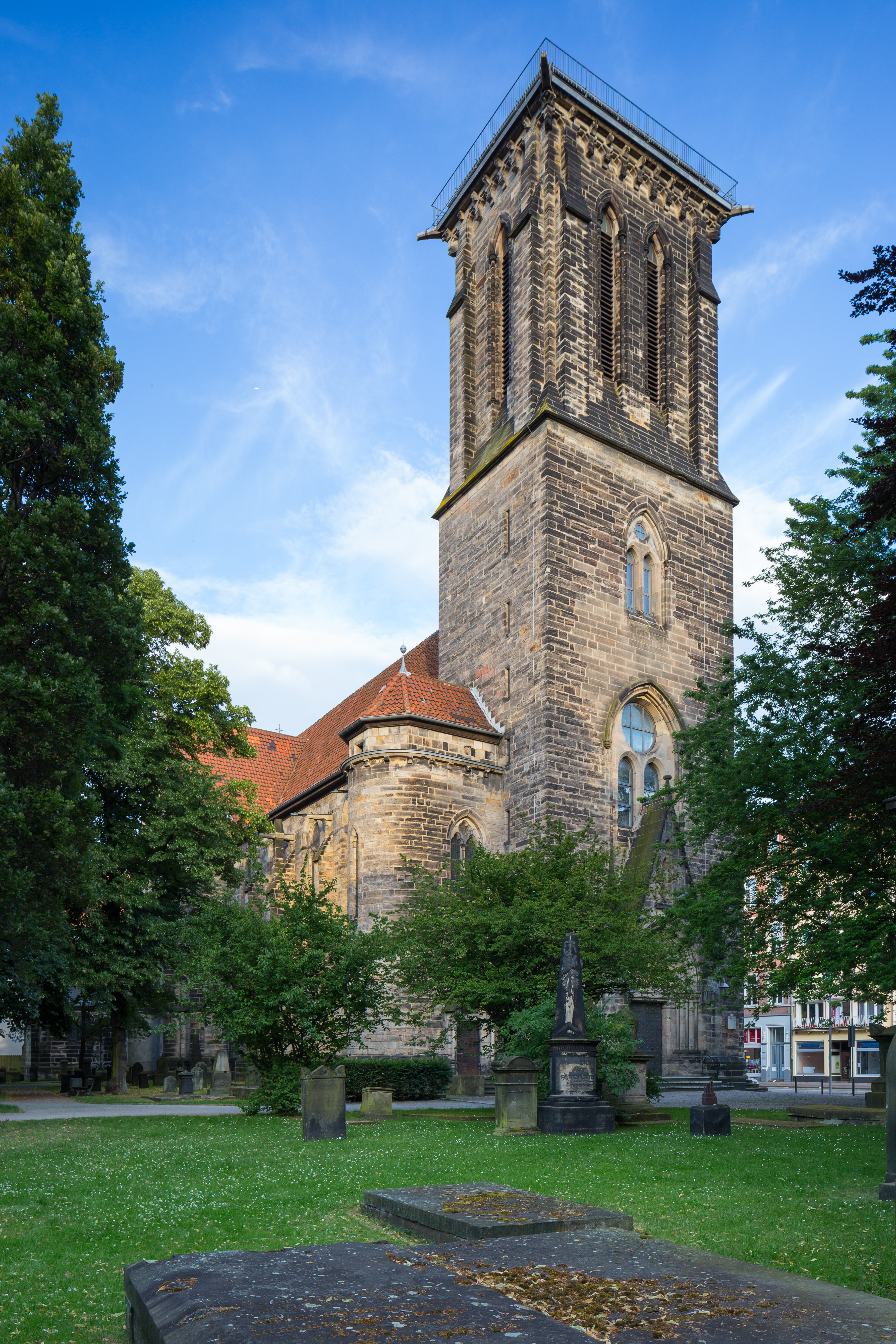
Gartenkirche St. Marien in Hannover

Die Gartenkirche St. Marien ist die Kirche der evangelisch-lutherischen Gartenkirchengemeinde im Warmbüchenviertel im hannoverschen Stadtteil Mitte. Sie befindet sich in der Marienstraße inmitten des Gartenfriedhofs mit klassizistischen Grabdenkmälern aus dem 19. Jahrhundert.

## Geschichte

### Gartenkirchengemeinde

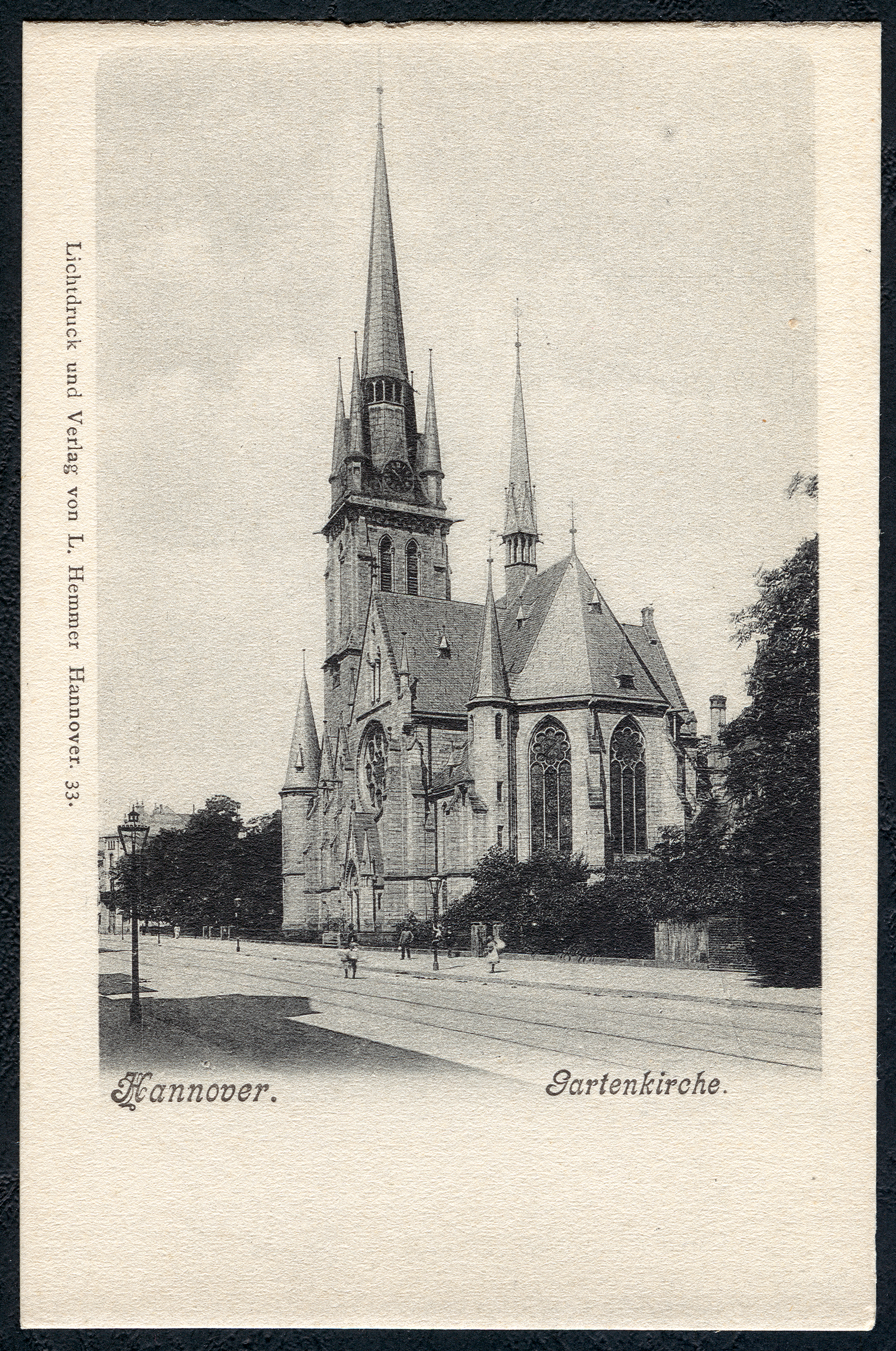
Die noch unzerstörte Kirche wenige Jahre nach ihrem Neubau;
Ansichtskarte Nummer 110 von Ludwig Hemmer

Die Kirchengemeinde der Gartenkirche wurde 1746 als erste Gemeinde außerhalb der Stadtmauern für die Bewohner der Gartenviertel, also des Gebiets zwischen Stadtmauern und Landwehren, gegründet, die im Bereich zwischen Döhrener Turm und Lister Turm wohnten, damals etwa 1300 Menschen. Diese Gartenleute, die in der Umgangssprache Gartenkosaken (Kosaken ist eine Verballhornung von Koth-Sassen, also der Bewohner von kleinen Hütten oder Katen) genannt wurden, waren Kleinbauern, die die Stadt Hannover mit Obst und Gemüse versorgten. Ihr Land hatten sie von den Bürgern gepachtet, die hier im Bereich vor dem Aegidientor zum Teil auch ihre Sommerhäuser besaßen. Da die Gartenleute keiner der Stadt-Kirchengemeinden angehörten, wurde auf Initiative des Konsistorialdirektors Johann Peter Tappe und des Bürgermeisters Christian Ulrich Grupen im Jahre 1746 eine neue Gemeinde und eine Kirche vor dem Aegidientor gegründet. Zum ersten Pfarrer wurde Johann Hinrich Carstens ernannt, und die neue Gemeinde versammelte sich am 15. September 1746 im Gasthaus Zum wilden Mann (heute Ecke Marienstraße/Höltystraße).
Die heutige Gartenkirchengemeinde „will eine ökumenisch geprägte Kirchengemeinde unter dem Leitbild der evangelischen Katholizität“ sein (Selbstaussage).

### Vorgängerbauten
Zu den Vorgängerbauten zählte die im späten Mittelalter bis zum Jahr 1354 errichtete Liebfrauenkapelle, von der sich zumindest ein Sandsteinrelief erhalten hat.

### Erste Gartenkirche

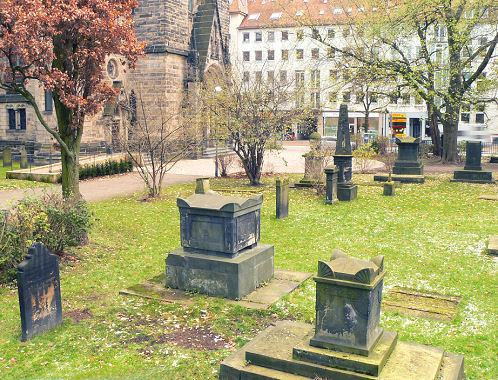
Gartenfriedhof vor der Gartenkirche, dahinter die Marienstraße

Der Magistrat der Stadt Hannover schenkte der Gemeinde einen Teil des schon vorhandenen Gartenfriedhofs als Bauplatz, wo der erste Kirchenbau 1746 bis 1749 vom Baumeister Johann Paul Heumann errichtet wurde. Es handelte sich um einen einfachen Saalbau, 110 Fuß lang, 55 Fuß breit und 21 Fuß hoch, der am damaligen Wolfsgraben (Verlauf der heutigen Marienstraße) stand. Finanziert wurde der Bau durch Schenkungen von Stadt und Königshaus, aber auch durch den Verkauf von 36 Begräbnisgewölben an wohlhabende Bürger, an die noch der Grabstein von Georg Wilhelm Ebell, des Abtes von Loccum und Gründers der Landschaftlichen Brandkasse Hannover in der Südwand im Inneren der heutigen Gartenkirche erinnert.
Der Assessor und Landrentmeister Albrecht Christoph von Wüllen erwarb das erste Grabgewölbe der ersten Gartenkirche vor Hannover, in der er am 17. Mai 1749 seine kurz nach der Geburt verstorbene Tochter beisetzen ließ.
Die Kirche hieß zunächst „Die Neue Kirche vor Hannover“, da man „sie sonst auf eine nicht so schickliche Art die Gartenkirche zu benennen pflegte“, wie Pastor Carstens schrieb, aber dieser unschickliche Name Gartenkirche setzte sich doch bald durch.

### Heutige Gartenkirche

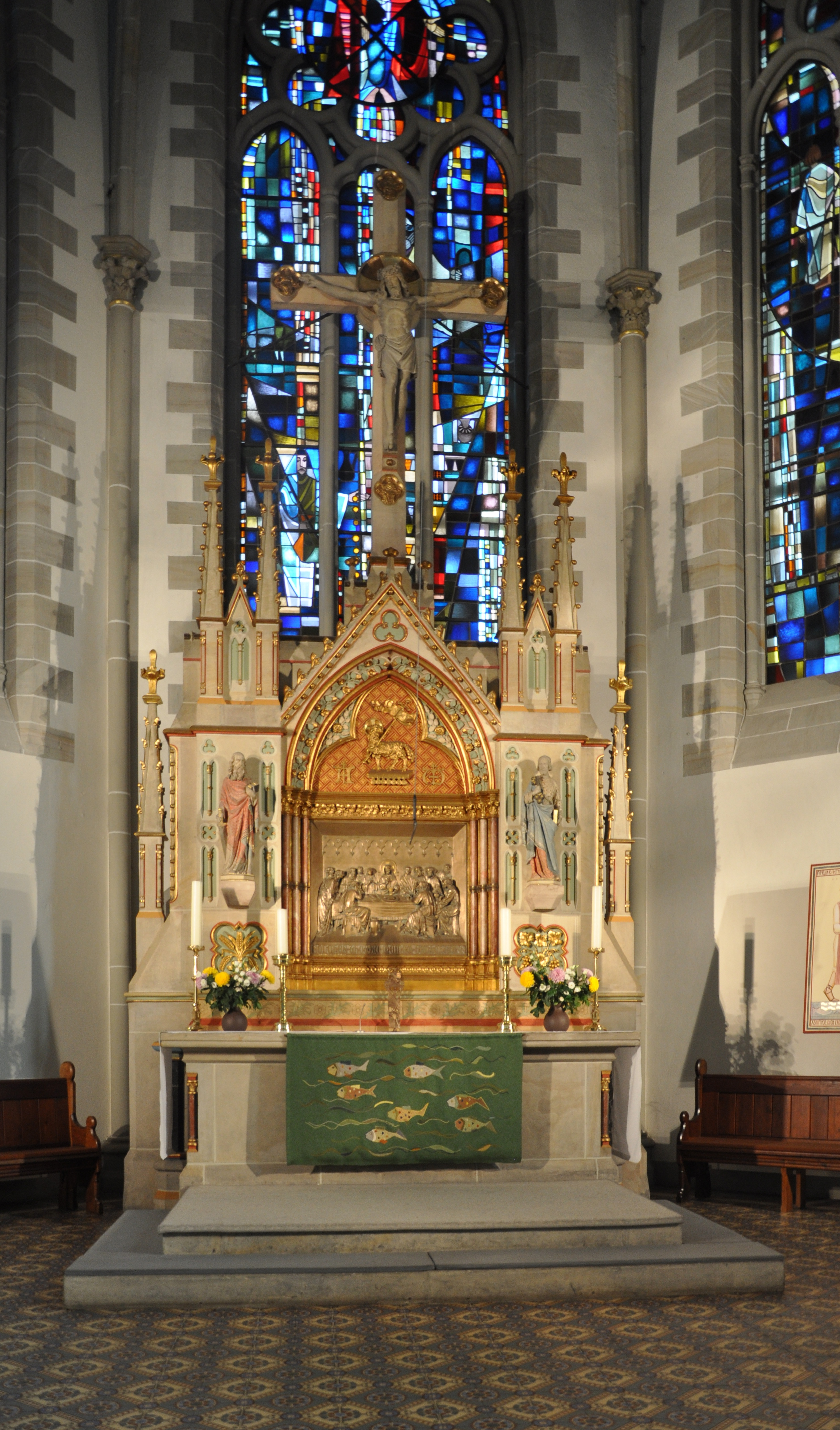
Altar der Gartenkirche

Durch die Industrialisierung und die Entwicklung Hannovers zur Großstadt vor allem in der zweiten Hälfte des 19. Jahrhunderts wuchs auch die Einwohnerzahl stark an – bereits 1870 hatte die Gemeinde 20.000 Mitglieder. So entstanden aus der Gartenkirchengemeinde mehrere Kirchengemeinden neu:
- 1876 Dreifaltigkeitskirche in der Oststadt
- 1883 Petrikirche in Kleefeld
- 1886 Pauluskirche in der Südstadt

Die alte Gartenkirche war im Laufe der Jahre baufällig und zu klein für die Zahl der Gemeindemitglieder geworden und wurde 1886 abgerissen. In den Jahren 1887 bis 1891 wurde durch den Architekten Rudolph Eberhard Hillebrand eine neugotische Hallenkirche aus Deistersandstein errichtet, die am 8. Februar 1891 eingeweiht wurde. Der Glasmaler Alexander Linnemann aus Frankfurt schuf die 3 Chorfenster.
Weitere Neugründungen von Gemeinden erfolgten danach:
- 1907 Nazarethkirche in der Südstadt
- 1908 Markuskirche in der List
- 1927 Friedenskirche im Zooviertel
- 1936 Bugenhagenkirche (Südstadt)
- 1954 Melanchthonkirche (Bult)

An diese acht Tochtergemeinden erinnern acht Rundfenster im heutigen Kirchenschiff der Gartenkirche.
Die Kirche war von außerordentlichen Dimensionen, sowohl außen mit ihrem fast 85 Meter hohen Turm, der Monduhr am Kirchturm (eine Halbkugel, halb mit Blattgold belegt, halb schwarz lackiert; sie zeigt, von einem Turmuhrwerk angetrieben, die Mondphasen an und existiert noch heute), den Treppentürmen und der vielfältig gestalteten Dachlandschaft mit Dachreitern und Wimpergen. Die Kirche besaß auch die größte Orgel Hannovers, gebaut von P. Furtwängler & Hammer, wodurch die Gartenkirche zu einem der Zentren der hannoverschen Kirchenmusik in den 1930er-Jahren wurde, u. a. durch den Organisten Walter Schindler. Alles wurde in der Nacht vom 8. auf den 9. Oktober 1943 ein Raub der Flammen, als Bomben die Kirche schwer beschädigten und der brennende Turmhelm auf den Friedhof stürzte. Jedoch hielt das Deckengewölbe stand, ebenso blieben Altar, Kanzel und Taufstein erhalten.
Die zweite Gartenkirche wurde im Oktober 1943 bei einem der Luftangriffe auf Hannover schwer beschädigt. Schon 1945 fasste der Kirchenvorstand den Beschluss zum Wiederaufbau der Gartenkirche, die am Gründonnerstag, dem 14. April 1949 durch Landesbischof Lilje wieder eingeweiht wurde. Der Wiederaufbau zog sich bis zum Ende der 1950er-Jahre hin. Auf die Wiedererrichtung des Turmhelms und der Dachreiter wurde verzichtet. Hinzu kamen die Buntglasfenster im Altarraum der hannoverschen Künstlerin Ruth Margraf (sie zeigen die biblischen Geschichten von Jesu Seewandel, dem Verlorenen Sohn und dem Barmherzigen Samariter).
Die Unsachgemäßheit des Wiederaufbaus der 1950er-Jahre, die teilweise eher einer Zerstörung der neogotischen Einrichtung glich, zeigte sich bei der Restaurierung und Renovierung des Kircheninneren in den Jahren 2001 bis 2003, als der Zustand des Hillebrandschen Kirchenbaus teilweise wiederhergestellt werden konnte.

## Ausstattung

### Fastentuch
Im Jahr 2016 wurde von der Grafikerin und Textilkünstlerin Constanze Rilke (* 1978) aus Halle (Saale) ein Fastentuch für die Gartenkirche geschaffen, dass in der Fastenzeit (von Aschermittwoch bis Karsamstag) den Altar verhüllt. Das Fastentuch ist 4 Meter breit und 7 Meter hoch. Die drei Stoff-Bahnen (jeweils 1,33 × 7 Meter) sind eine Jacquard-Webarbeit, die maschinell in Naila gefertigt wurden.
Die Künstlerin hat sechs Blüten fotografiert und zu einer Collage zusammengestellt. Die Blumen sind vervielfältigt, zerlegt, gespiegelt, vergrößert und verkleinert worden. Alle Elemente des Bildes sind ausschließlich organische Formen, die aus diesen Blüten entstanden sind. Die Blüten verweisen in ihrer symbolischen Bedeutung, die sie in der Bibel oder im Verlauf der Kunstgeschichte gewonnen haben, zum einen auf Christus, seine Passion und Auferstehung, auf deren Feier die Fastenzeit vorbereitet, zum anderen sind sie Symbole für Maria. Das Fastentuch soll die Assoziation eines Paradiesgartens hervorrufen und damit auf die Gärten der Bibel verweisen. Der Rand des Fastentuches sind Tiere dargestellt, die eine symbolische Bedeutung haben. Die Tiere am unteren Rand stellen Laster dar, die Tiere am oberen Rand Christus.
Im Jahr 2022 wurde das Fastentuch der Gartenkirche in Zittau anlässlich des 550-jährigen Jubiläums des Großen Zittauer Fastentuches ausgestellt und 2023 in Telgte anlässlich des 400-jährigen Jubiläums des Telgter Fastentuches. In diesen beiden Jahren hing in der Gartenkirche jeweils eine Replik des Zittauer bzw. Telgter Fastentuches in Originalgröße.

### Orgel

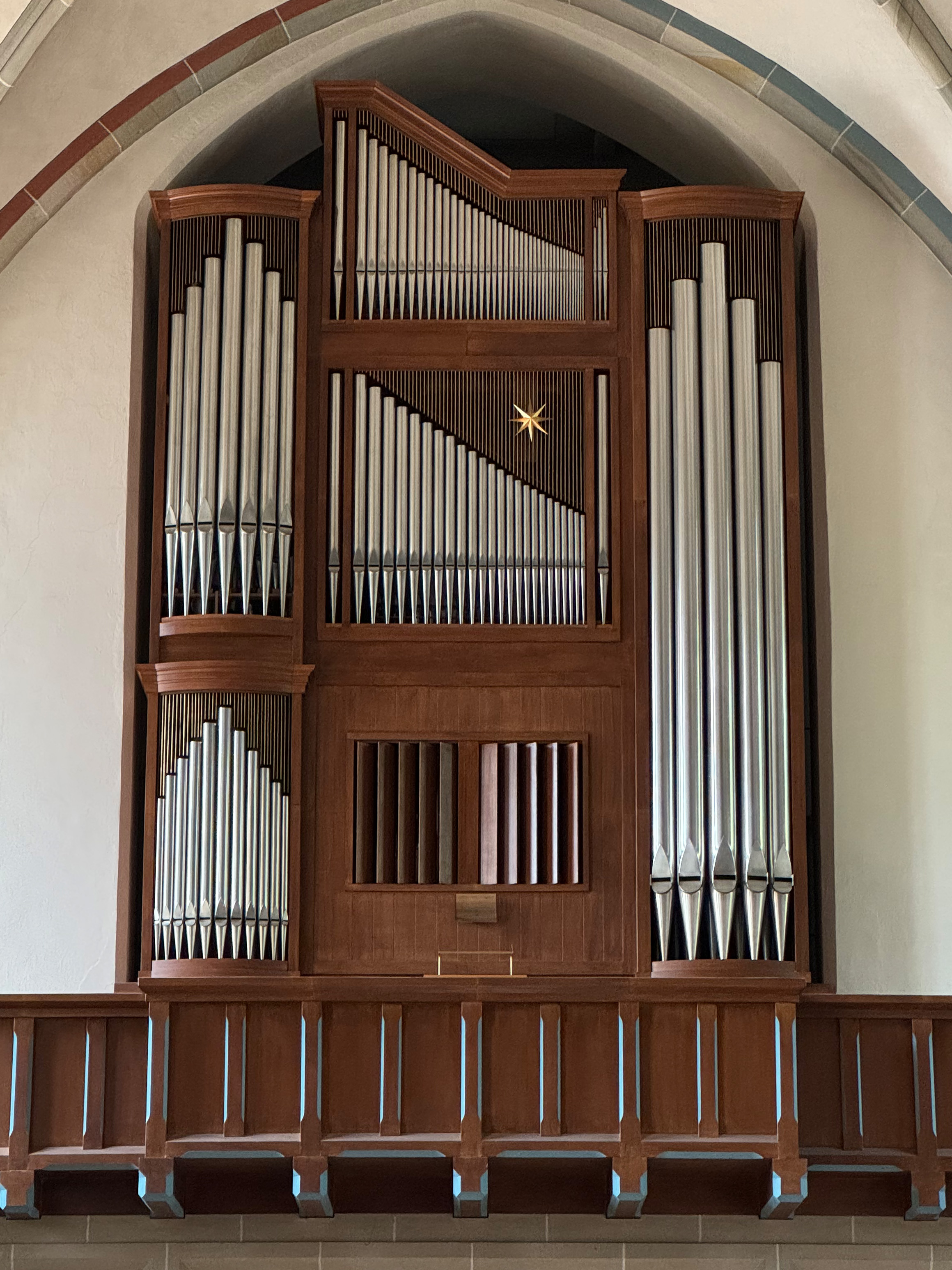
Ott-Orgel

Die Orgel der Gartenkirche wurde in drei Bauabschnitten (1952/1955/1966) auf der Nordempore von Orgelbaumeister Paul Ott aus Göttingen erbaut. Das Rückpositiv ist dabei das Meisterstück von Jürgen Ahrend. Von 2003 bis 2004 erfolgte eine Renovierung und ein Umbau durch Franz Rietzsch aus Hiddestorf. Dabei wurde die Hauptorgel von der Nord- auf die Westempore verlegt. Das ehemalige Rückpositiv blieb an der Nordempore bestehen und erhielt ein eigenständiges Pedalregister (Subbass 16‘) und eine elektrische Spieltraktur. Die dadurch entstandene Chororgel kann vom IV. Manual der Hauptorgel sowie von einem fahrbaren Spieltisch im Kirchenraum über Funk angespielt werden. 2023 wurde die Orgel durch den Orgelbauer Jörg Bente aus Helsinghausen um einen Zimbelstern erweitert.
Die Orgel verfügt insgesamt über 60 Register (3960 Pfeifen), verteilt auf vier Manuale und Pedal. Die Hauptorgel hat mechanische Spieltrakturen und elektrische Registertrakturen, die Chororgel hat elektrische Trakturen.
Die Disposition lautet:
| I Hauptwerk C–f3 |        |
| Bordun           | 16′    |
| Prinzipal        | 08′    |
| Gedackt          | 08′    |
| Gemshorn         | 08′    |
| Oktave           | 04′    |
| Rohrflöte        | 04′    |
| Nasat            | 2 ⁄3′  |
| Oktave           | 02′    |
| Terz             | 1 3⁄5′ |
| Mixtur VI        | 1 ⁄3′  |
| Trompete         | 16′    |
| Trompete         | 08′    |
| Tremulant        |        |

| II Oberwerk C–f3 |        |
| Spillflöte       | 8′     |
| Prinzipal        | 4′     |
| Gedackt          | 4′     |
| Rohrnasat        | 2 ⁄3′  |
| Oktave           | 2′     |
| Terz             | 1 3⁄5′ |
| Quintflöte       | 1 ⁄3′  |
| Septime          | 1 ⁄7′  |
| None             | 8⁄9′   |
| Mixtur V         | 1 ⁄3′  |
| Vox humana       | 8′     |
| Tremulant        |        |

| III Brustwerk C–f3 |       |
| Musiziergedackt 0  | 08′   |
| Quintade           | 08′   |
| Salicional         | 08′   |
| Nachthorn          | 04′   |
| Blockflöte         | 02′   |
| Quinte             | 1 ⁄3′ |
| Octävlein          | 1⁄2′  |
| Zimbel IV          | 2⁄3′  |
| Krummhorn          | 16′   |
| Musette            | 08′   |
| Tremulant          |       |

| IV Chororgel C–f3 |       |
| Rohrflöte         | 08′   |
| Spitzgedackt      | 08′   |
| Praestant         | 04′   |
| Hohlflöte         | 04′   |
| Oktave            | 02′   |
| Quinte            | 1 ⁄3′ |
| Oktave            | 01′   |
| Sesquialter II    | 2 ⁄3′ |
| Scharf IV         | 01′   |
| Rankett           | 16′   |
| Bärpfeife         | 08′   |
| Tremulant         |       |

| Pedal Chororgel C–f1 |     |
| Subbaß               | 16′ |

| Pedalwerk C–f1  |     |
| Untersatz       | 32′ |
| Prinzipal       | 16′ |
| Subbaß          | 16′ |
| Oktave          | 08′ |
| Pommer          | 08′ |
| Oktave          | 04′ |
| Blockflöte      | 04′ |
| Rohrflöte       | 02′ |
| Nachthorn       | 01′ |
| Rauschpfeife IV | 04′ |
| Mixtur IV       | 02′ |
| Posaune         | 16′ |
| Dulzian         | 16′ |
| Trompete        | 08′ |
| Zink            | 04′ |
| Tremulant       |     |

- Koppeln: II/I, III/I, IV/I, III/II, I/P, II/P, III/P, IV/P
- Spielhilfen: Setzeranlage mit 4.000 Kombinationen, Fußtritte für die Koppeln und Sequenzer auf/ab
- Zimbelstern[A. 4]

Anmerkungen
1. ↑  schwellbar
2. ↑  Schwebung zum Musiziergedackt 8'
3. ↑  Akustisch (10 2⁄3′)
4. ↑  Geschwindigkeit über einen Regler am Spieltisch einstellbar

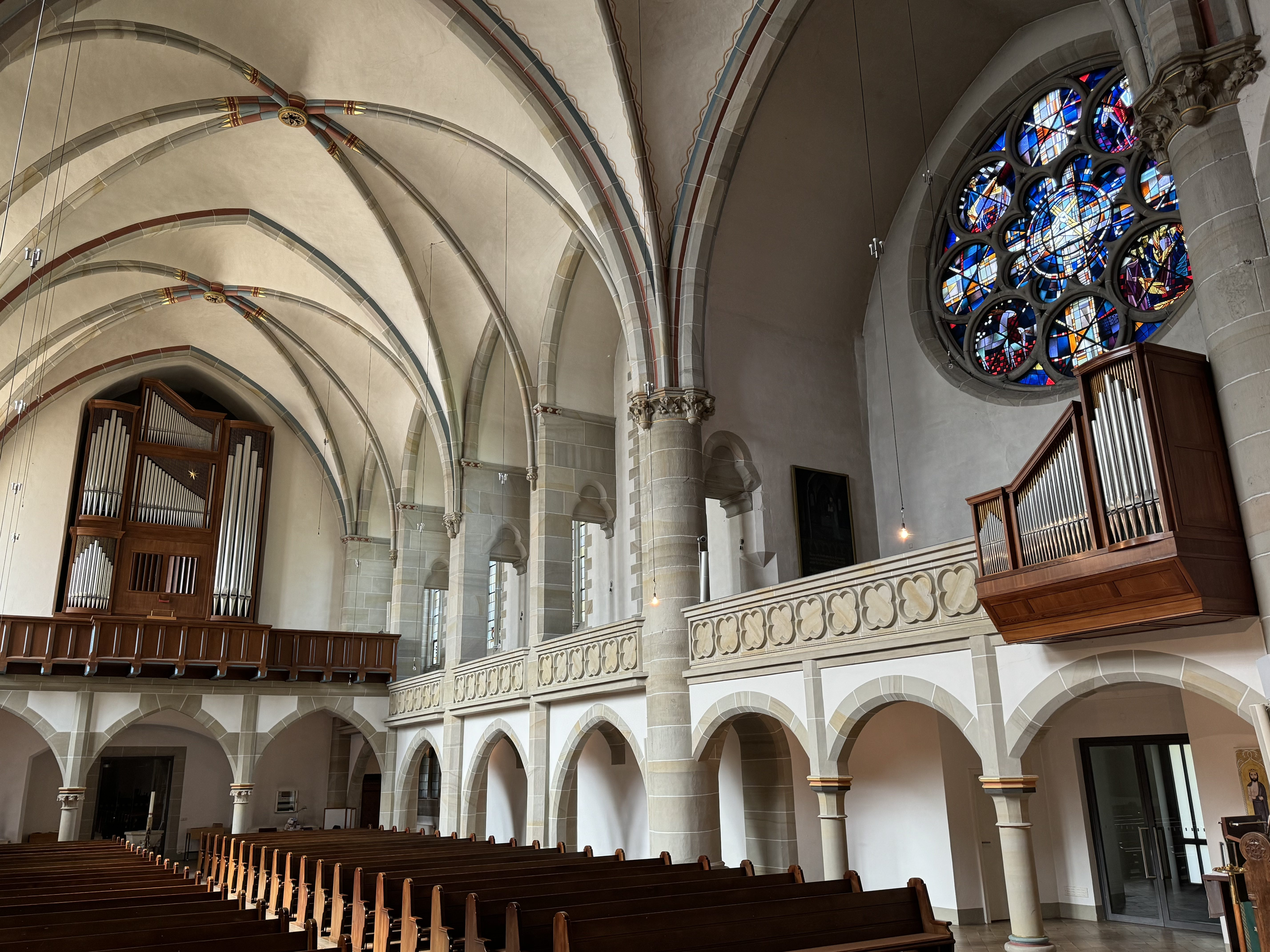
Orgelanlage im Raum
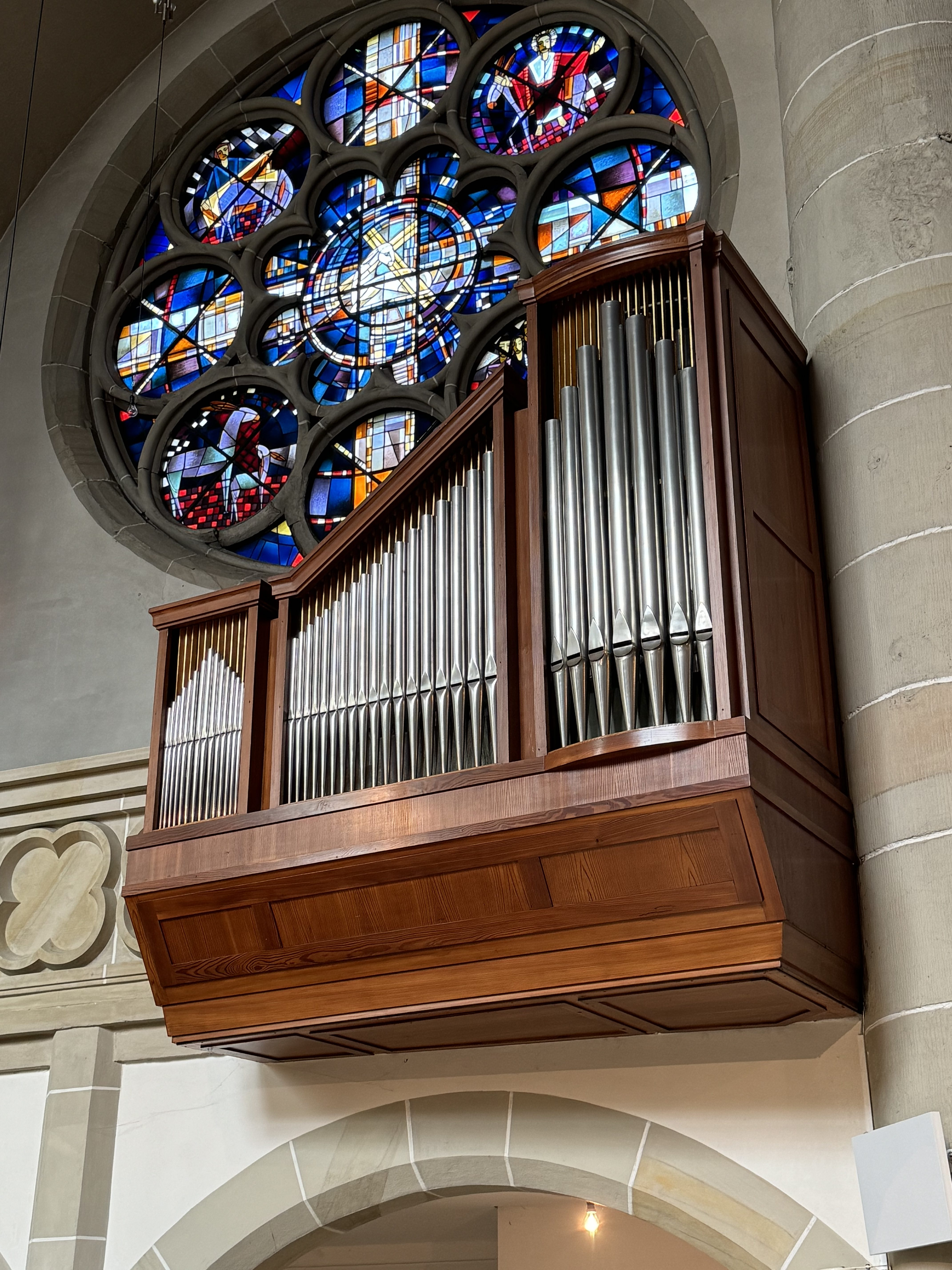
Prospekt der Chororgel

### Glocken
Für die Gartenkirche entstanden 1891 drei Glocken mit den Tönen b0 des1 und f1 in der Glockengießerei Radler in Hildesheim. Im Ersten Weltkrieg mussten die beiden großen Glocken jedoch zu Kriegszwecken eingeschmolzen werden. Die verbliebene kleine Glocke wurde dann 1925 für drei neuen Glocken in Zahlung gegeben. Die neuen Glocken wurden ebenfalls in Hildesheim gegossen und hatten die Tönen b0 d1 und f1. Im Zweiten Weltkrieg ereilte das Geläut ein ähnliches Schicksal wie schon im Ersten Weltkrieg. Die beiden großen Glocken wurden zu Rüstungszwecken abgegeben und die kleinste Glocke wurde bei der Zerstörung der Kirche im Oktober 1943 vernichtet.
Im Jahr 1960 entstanden schließlich, als vorerst letzter Abschnitt des Wiederaufbaus der Kirche, fünf neuen Glocken in der Glockengießerei von Friedrich Wilhelm Schilling in Heidelberg. Die fünf Glocken tragen die Namen Liebe, Glaube, Hoffnung, Frieden und Ewigkeit. Sie bilden das heutige Geläut der Gartenkirche mit den Tönen cis1 e1 fis1 gis1 und h1.
| Nr. | Name     | Gussjahr | Gießer, Gussort                         | Durchmesser (mm) | Gewicht (kg) | Schlagton |
| 1   | Liebe    | 1960     | Friedrich Wilhelm Schilling, Heidelberg | 1450             | 1973         | cis1      |
| 2   | Glaube   | 1960     | Friedrich Wilhelm Schilling, Heidelberg | 1230             | 1287         | e1        |
| 3   | Hoffnung | 1960     | Friedrich Wilhelm Schilling, Heidelberg | 1100             | 891          | fis1      |
| 4   | Friede   | 1960     | Friedrich Wilhelm Schilling, Heidelberg | 1020             | 726          | gis1      |
| 5   | Ewigkeit | 1960     | Friedrich Wilhelm Schilling, Heidelberg | 860              | 421          | h1        |

### Chrysogonos-Relief

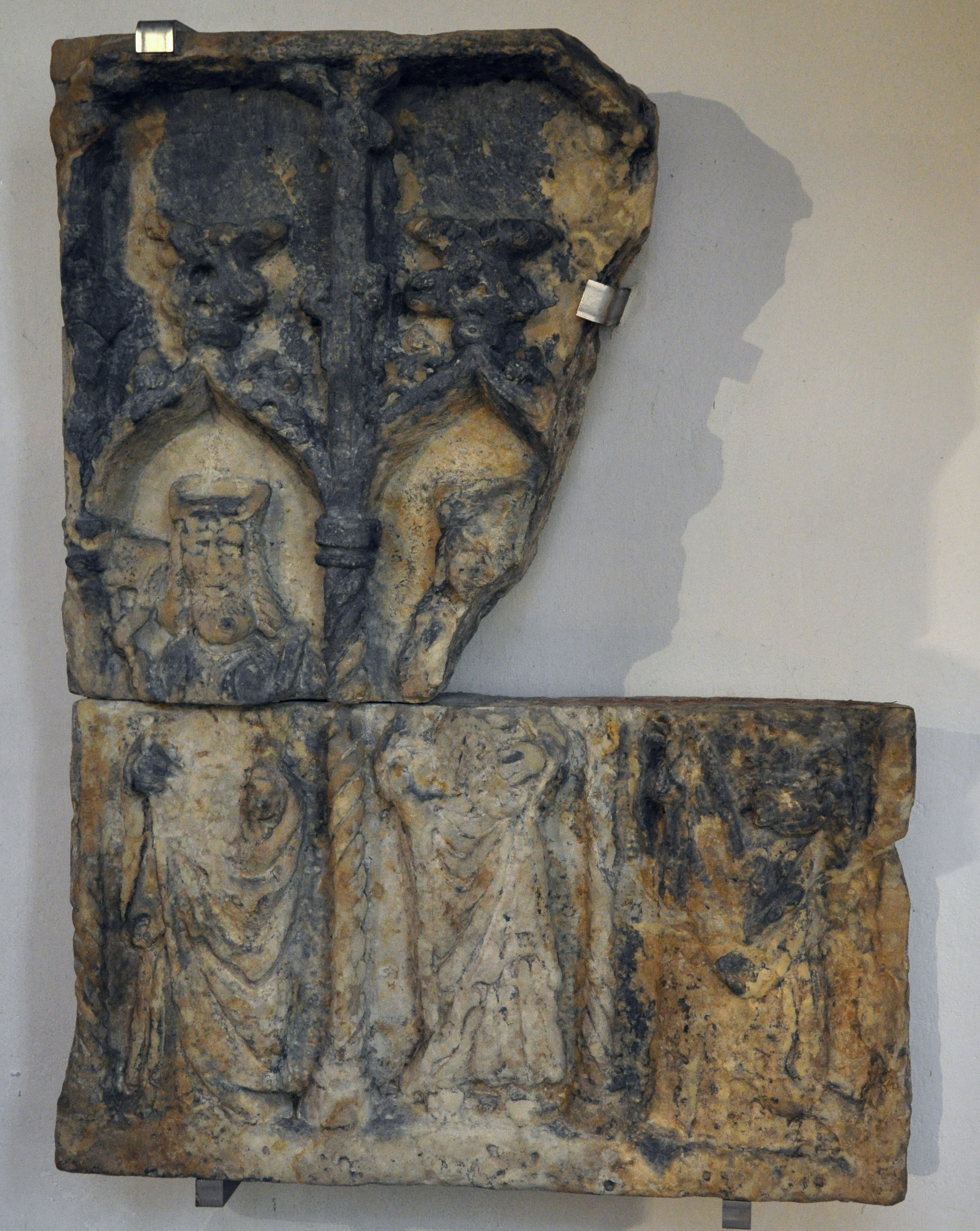
Chrysogonos-Relief

Im Inneren der Gartenkirche ist in einer Nische an der Südwand (nahe bei der Kanzel) das spätgotische Chrysogonos-Relief aus Sandstein angebracht. Es stammt vermutlich aus der um 1500 vor dem Aegidientor errichteten Liebfrauenkapelle, also gewissermaßen einem Vorgängerbau der Gartenkirche. Es kam dann an die Marienkapelle, die sich ebenfalls vor dem Aegidientor (etwa im Bereich des heutigen Theaters am Aegi) befand und später wegen des Ausbaus der Stadtbefestigung abgebrochen wurde. Das nur noch unvollständig erhaltene Relief, das bis zur letzten Renovierung 2001/03 an der Außenmauer der Gartenkirche (am ehemaligen Südeingang zur Marienstraße hin) eingemauert war, zeigt die drei Heiligen Chrysogonos, Katharina und Konrad von Konstanz (letzteren ohne Oberkörper), die Kalenderheiligen der drei Tage vom 24. bis 26. November 1490, als der Stadt Hannover die erfolgreiche Abwehr eines Überfalls des Welfenherzogs Heinrichs der Ältere gelang. Zum Dank wurden den drei Heiligen dieses Relief gewidmet, das ein Stück steingewordene Stadtgeschichte Hannovers darstellt (vgl. den Siebenmännerstein an der Aegidienkirche).
Dem Chrysogonos-Relief wurde am 25. November 2015 – zum 525. Jubiläum des Ereignisses – eine Ikone beigestellt. Die von dem hannoverschen Künstler Nikola Sarić geschaffene Ikone hat die gleichen Außenmaße wie das Relief und zeigt die gleichen Heiligen. Sie wurde im Rahmen eines ökumenischen Gottesdienstes von den Priestern der serbisch-orthodoxen und der griechisch-orthodoxen Gemeinde in Hannover geweiht.

## Denkmalschutz
Der Kirchenbau steht als Baudenkmal unter Denkmalschutz. Der Denkmalschutz gründet sich auf die Bedeutung für die Orts-, Siedlungs- und Stadtbaugeschichte und für die Bau- und Kunstgeschichte.

## Persönlichkeiten
- Paul Jacobshagen (1889–1968) war von 1927 bis 1960 Pastor an der Gartenkirche; er war zeitweilig Kommunalpolitiker der NSDAP und Landesleiter der regimetreuen Glaubensbewegung Deutsche Christen.[8]